# جون لايبر
جون لايبر (بالإنجليزية: Jon Lieber)‏ هو لاعب كرة قاعدة أمريكي، ولد في 2 أبريل 1970 في كونسيل بلوفس في الولايات المتحدة.

## وصلات خارجية
- جون لايبر على موقع دوري كرة القاعدة الرئيسي (الإنجليزية)
- جون لايبر على موقعبيزبول رفرنس.كوم (الدوري الرئيسي) (الإنجليزية)
- جون لايبر على موقعبيزبول رفرنس.كوم (الدوري الثانوي) (الإنجليزية)
- جون لايبر على موقع إي إس بي إن.كوم (أم.أل.بي) (الإنجليزية)
- جون لايبر على موقع مشجعي الرسوم البيانية (الإنجليزية)